# Enterobacter
Enterobacter — рід грам-негативних паличкоподібних неспороутворюючих факультативно анаеробних бактерій родини Enterobacteriaceae. Декілька штамів бактерій із цього роду є патогенними і спричиняють опортуністичні інфекції в імуноскомпрометованих (здебільшого ушпиталених) господарів, а також в осіб на штучній вентиляції легень. Сечовивідні та дихальні шляхи є найтиповішими ділянками розвитку інфекції. Рід Enterobacter входить до групи коліформних бактерій. Він не належить до фекальних коліформів (як і до термостійких коліформів), на відміну від Escherichia coli, оскільки бактерії цього роду не здатні до росту за температури 44,5 °C в присутності солей жовчних кислот. Деякі з представників роду Enterobacter в дослідженнях показали здатність до відчуття кворуму.
Єдиним клінічно важливим видом роду Enterobacter є E. cloacae.
2018 року, після виявлення наявності п'яти непатогенних для людини штамів Enterobacter bugandensis на Міжнародній космічній станції (МКС), дослідниками було повідомлено про потребу в уважному моніторингу мікроорганізмів на МКС задля забезпечення безпечного для здоров'я астронавтів середовища.

## Біохімічні характеристики
Представники роду Enterobacter ферментують лактозу з утворенням газу при 48-годинній інкубації за температури 35-37 °C в присутності солей жовчних кислот і поверхнево-активних речовин. Ці бактерії є оксидазо- та індол-негативними, а також уреазо-варіабельними.

## Антибактерійні засоби
Антибактерійна терапія ентеробактерної інфекції завжди залежить від місцевих тенденцій до антибіотикорезистентності. Застосовуються такі препарати:
1. Цефепім — цефалоспорин четвертого покоління (група β-лактамних антибіотиків).
2. Іміпенем (група карбапенемів) — часто є антибіотиком вибору.
3. Аміноглікозиди на кшталт амікацину також показали свою високу ефективність[5].
4. Хінолони є ефективними антибіотиками другої лінії[5].

## Зв'язок із ожирінням
Нещодавнє дослідження показало, що присутність Enterobacter cloacae B29 у кишковому каналі в осіб із ожирінням могла спричинятись до виникнення даного ожиріння. Зменшення бактерійного навантаження в кишках пацієнта з 35 % до невизначального рівня було пов'язане із паралельним зменшенням ендотоксинового навантаження та одночасним суттєвим зниженням маси тіла. Більше того, той самий бактерійний штам, ізольований від пацієнта, індукував ожиріння та інсулінорезистентність у стерильних мишей C57BL/6J, що перебували на дієті з високими вмістом жирів. Дослідження висновує, що E. cloacae B29 може спричинятися до ожиріння у своїх господарів-людей через ендотоксин-індукований, запалення-опосередкований механізм.